# Ellaisa Marquis
Ellaisa Marquis (sinh ngày 1 tháng 2 năm 1991) là một cầu thủ bóng đá quốc tế người Saint Lucia, chơi ở vị trí tiền vệ.